# Adam Pålsson
Adam Gustav Justus Pålsson (ur. 25 marca 1988 w Sztokholmie) – szwedzki aktor i muzyk. Pracował w Królewskim Teatrze Dramatycznym w Sztokholmie i jest znany z roli Kurta Wallandera w serialu wyprodukowanym przez Netflix Young Wallander.
Pålsson kształcił się w Szwedzkiej Narodowej Akademii Pantomimy i Aktorstwa w Sztokholmie w latach 2008–2011. Napisał i wykonał również własną wersję Hamleta w sztokholmskim teatrze w 2010 roku.
Pålsson jest prawdopodobnie najbardziej znany ze swojej roli w serialu Jonasa Gardella Nie wycieraj łez bez rękawiczek, który był emitowany w telewizji SVT oraz z roli głównej w Ted: Pragnienie miłości, biografii o szwedzkim piosenkarzu. Zagrał także główną rolę w trzeciej serii serialu Most nad Sundem.
Pålsson był wokalistą indierockowej grupy ÅR & DAR.
Gra Kurta Wallandera w produkcji Netflix z 2020 roku pod tytułem Young Wallander. W wywiadzie dla The Guardian wyjaśnił, że był w stanie połączyć się z postacią Wallandera, ponieważ jego rodzina  również pochodzi z tego samego regionu Szwecji co bohater, którego zagrał. Jest także jedynym szwedzkim aktorem w Young Wallander.